# Ana Helena Chacón
Ana Helena Chacón Echeverría, née le 11 novembre 1961 à San José, est une femme politique costaricienne. Elle est ministre de la Sécurité publique entre 2002 et 2006, députée entre 2006 et 2010 puis deuxième vice-présidente de la République entre 2014 et 2018 (le premier vice-président étant Helio Fallas Venegas), sous la présidence de Luis Guillermo Solís.

## Biographie
Elle est diplômée en relations internationales.
Elle est ministre de la Sécurité publique entre 2002 et 2006, et députée entre 2006 et 2010 pour le parti centriste Unidad Social Cristiana puis deuxième vice-présidente de la République entre 2014 et 2018, sous la présidence de Luis Guillermo Solís.  
Elle est ambassadrice du Costa Rica à Madrid depuis janvier 2019.

## Vision politique
Au niveau social, Ana Helena Chacón Echeverría s'est distinguée au Costa Rica par une approche progressiste des questions liées aux droits des populations LGBTI,, aux droits des personnes handicapées, à l'accès à la procréation médicalement assistée, et à l'interruption médicale de grossesse .
Le 18 mai 2016, alors vice-présidente mais agissant de façon intérimaire comme présidente de la République, elle soumet une demande d'avis consultatif auprès de la Cour interaméricaine des droits de l'homme au sujet des demandes de changement de nom conformément à l'identité de genre des personnes ainsi qu'aux droits patrimoniaux découlant d'un lien existant entre personnes du même sexe. Le 9 janvier 2018, la Cour interaméricaine a ensuite rendu l'avis consultatif 24/17, allant dans ce sens,. Victor Madrigal-Borloz, expert indépendant des Nations unies sur la protection contre la violence et la discrimination fondées sur l'orientation sexuelle et l’identité de genre a salué cette décision,.
Les dernières décisions des juridictions constitutionnelles des pays latino-américains, comme le Costa Rica et l'Équateur en 2018 (cas Satya (es)), montrent l'impact de cet avis consultatif dans l’élargissement des droits des populations LGBTI dans la région.  
Au niveau économique, Chacón-Echeverría a une vision plutôt libérale. Elle croit aux bénéfices de la participation dans l'économie globale pour son pays. Elle a notamment soutenu le traité de libre-échange entre les pays intégrant le Marché commun centraméricain, la République dominicaine et les États-Unis  aussi connu sous le nom Accord de libre-échange d'Amérique centrale ou DR-CAFTA.